# Otto Lauffer
Otto Lauffer (* 20. Februar 1874 in Göttingen-Weende; † 8. August 1949 in Hamburg) war ein deutscher Volkskundler und Kulturhistoriker.

## Leben

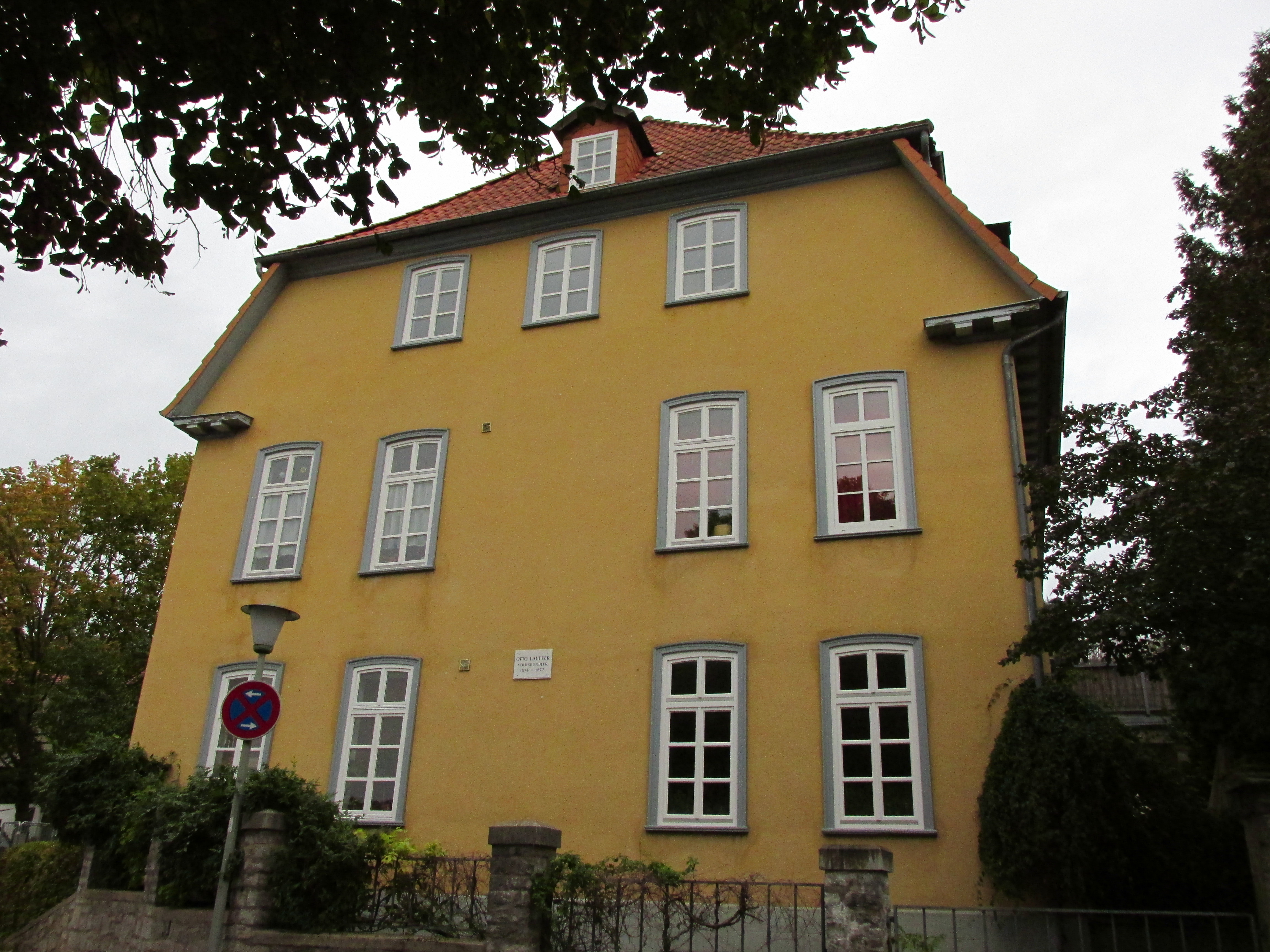
Geburtshaus von Otto Lauffer im Schlagenweg 5 in Weende

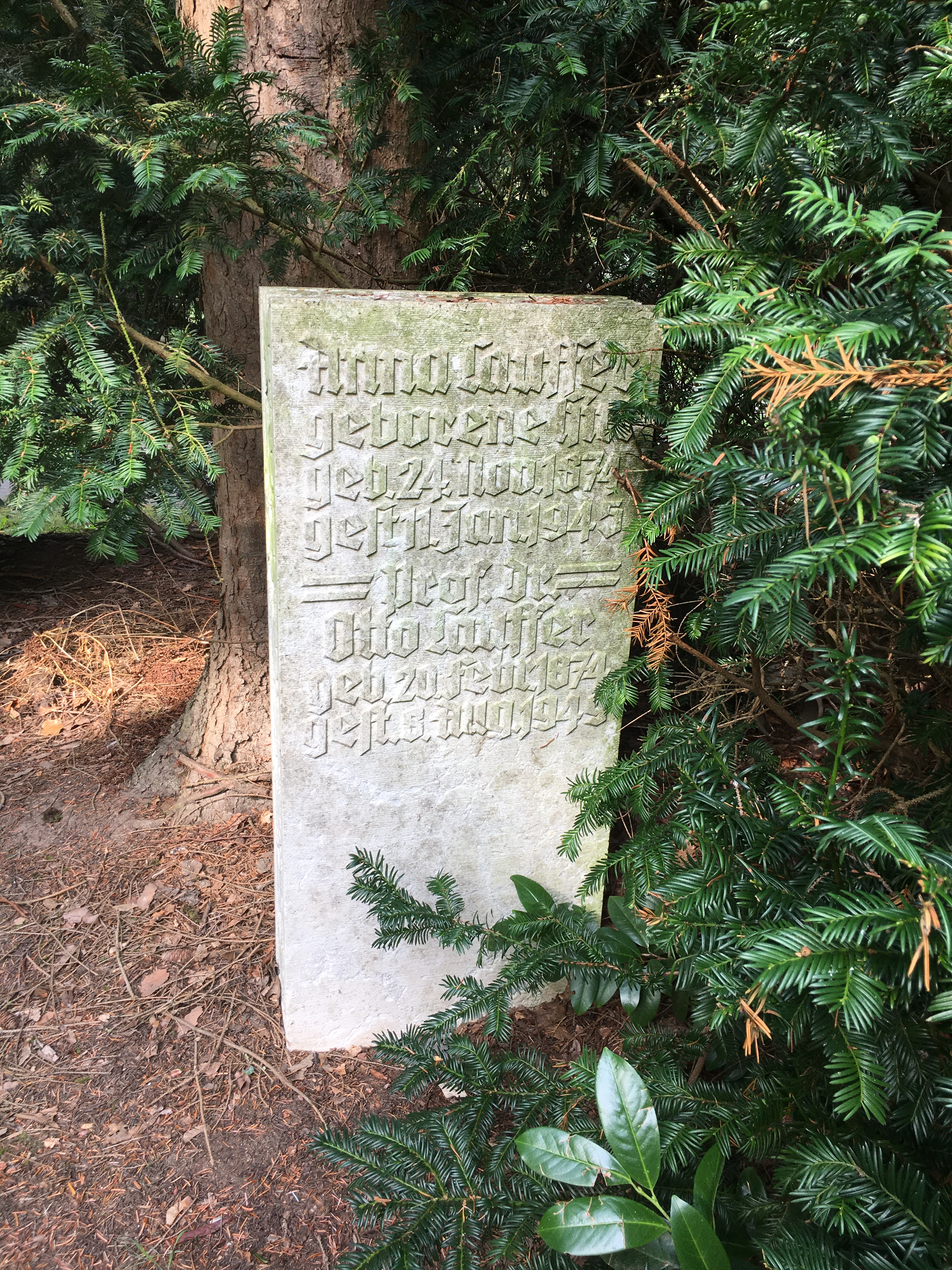
Grabstein Otto Lauffer auf dem Friedhof Ohlsdorf

Otto Lauffer wurde in Weende (heute Stadtteil von Göttingen) geboren und verbrachte dort bis 1886 (bis 1877 im Schlagenweg 5) seine Kindheit.
Er studierte Germanistik, Geschichte und Kunstgeschichte an den Universitäten Göttingen (immatrikuliert am 22. August 1891), Berlin, München und erneut in Göttingen (immatrikuliert am 24. April 1894). Im Jahre 1896 wurde er bei Moriz Heyne promoviert. Er war Mitglied des „Studenten-Gesangvereins der Georgia Augusta“ (heute StMV Blaue Sänger) und der Akademisch-Musikalischen Verbindung Nordmark Hamburg (im Sondershäuser Verband).
Nach seinem Studienabschluss ging Otto Laufer 1897 als Museumsassistent an das Germanische Nationalmuseum nach Nürnberg. 1902 wurde Lauffer Assistent, 1907 Direktor des Historischen Museums in Frankfurt am Main. Von 1908 bis zur Eröffnung 1922 baute er als Gründungsdirektor das Museum für Hamburgische Geschichte auf, das er bis 1946 weiterhin leitete.
Im Gründungsjahr der Hamburger Universität 1919 erhielt Lauffer den ersten volkskundlichen Lehrstuhl in Deutschland, den er bis 1939 innehatte. Zu seinen Doktoranden zählen die späteren Nationalsozialisten Herbert Freudenthal und Ernst Bargheer. 1922/23 war er zudem Rektor der Universität. Im November 1933 unterzeichnete er das Bekenntnis der deutschen Professoren zu Adolf Hitler. 1937 trat er der NSDAP bei. Im Jahr 1944 erhielt er die Goethe-Medaille für Kunst und Wissenschaft.
Otto Lauffer starb am  8. August 1949 im Alter von 75 Jahren. Begraben wurde Lauffer in Hamburg auf dem Friedhof Ohlsdorf in der Grablage: R9 (29-30) bei Kapelle 1 und wird von der Friedhofsverwaltung unter den bekannteren Persönlichkeiten geführt. Sein Nachlass ist in der Staats- und Universitätsbibliothek Hamburg Carl von Ossietzky zu finden. Seit dem 20. Februar 1984 erinnert eine Gedenktafel in Weende an Otto Lauffer.
Die Otto-Lauffer-Straße in Weende sowie die Dampfbarkasse Otto Lauffer in Hamburg sind nach ihm benannt.

## Arbeitsleben
Aus der Personalunion der Ämter des Museumsleiters und Universitätsprofessors ergab sich bis in die Zeit nach dem Zweiten Weltkrieg die besondere Ausrichtung der Hamburger Volkskunde, deren Schwerpunkt zunächst in der Erforschung der Sachkultur lag.
Als Schwerpunkte im Bereich Forschung und Lehre befasste sich Lauffer mit sachvolkskundlichen Themen. Neben diesem aus der Aufbauarbeit des Museums her wirkenden Bereich befasste er sich auch mit vielen anderen volkskundlichen und kulturgeschichtlichen Gebieten, vor allem in der Haus- und Brauchtumsforschung. Bis heute zählt er zu den wichtigsten Forscherpersönlichkeiten in der Gesamtgeschichte des Faches. Seine Publikationsliste umfasst mehr als 300 Titel. 1951 veröffentlichte er in seiner Publikation Volkswerk eine behutsame Abrechnung mit dem in der Zeit des Nationalsozialismus populären Begriff der „Sinnbildforschung“.

## Schriften (Auswahl)
Dora Lühr: Verzeichnis der Schriften von Professor Dr. Otto Lauffer. In: Ernst Bargheer, Herbert Freudenthal (Hrsg.): Volkskunde-Arbeit. Zielsetzung und Gehalte. de Gruyter, Berlin 1934, S. 293–303.
- Das Landschaftsbild Deutschlands im Zeitalter der Karolinger. Göttingen 1896 (= Dissertation).
- Hamburg. (= Stätten der Kultur. Band 29). Leipzig 1912 (Digitalisat).
- Spätmittelalterliche Zinnfunde aus Hamburg und einige niederdeutsche Vergleichstücke. (= Mitteilungen aus dem Museum für Hamburgische Geschichte. Band 4). Gräfe & Sillem, Hamburg 1913.
- Niederdeutsche Volkskunde. (= Wissenschaft und Bildung. Band 140). Quelle & Meyer, Leipzig 1917; 2. vermehrte und verbesserte Auflage. Quelle & Meyer, Leipzig 1923 (Digitalisat).
- Deutsche Altertümer im Rahmen deutscher Sitte. Eine Einführung in die deutsche Atertumswissenschaft. (= Wissenschaft und Bildung. Band 148). Quelle u. Meyer, Leipzig 1918.
- Das deutsche Haus in Dorf und Stadt. (= Wissenschaft und Bildung. Band 152). Quelle & Meyer, Leipzig 1919 (Digitalisat).
- Deutsche Sitte. Quelle & Meyer, Leipzig 1920.
- Deutsche Altertümer im Wandel der Jahrhunderte. Quelle & Meyer, Leipzig 1920.
- als Herausgeber: Die Hansestädte in Farbenphotographie. 3 Bände. Verlagsanstalt für Farbenphotographie C. Weller, Berlin 1927–1929.
- Land und Leute in Niederdeutschland. de Gruyter, Berlin u. a. 1934.
- Dorf und Stadt in Niederdeutschland. de Gruyter, Berlin u. a. 1934.
- Der Weihnachtsbaum in Glauben und Brauch. (= Hort deutscher Volkskunde. Band 1). de Gruyter, Berlin u. a. 1934.
- Geister im Baum. In: Volkskundliche Gaben. John Meier zum siebzigsten Geburtstage dargebracht. de Gruyter, Berlin 1934, S. 104–120.
- Niederdeutsches Bauernleben in Glasbildern der neueren Jahrhunderte. (= Hort deutscher Volkskunde. Band 3). de Gruyter, Berlin u. a. 1936.
- Die Begriffe "Mittelalter" und "Neuzeit" im Verhältnis zur deutschen Altertumskunde. Deutscher Verein für Kunstwissenschaft, Berlin 1936.
- Niederdeutsche Landschaft und niederdeutsches Volkstum. C. Boysen, Hamburg 1938.
- Singvögel als Hausgenossen im deutschen Glauben und Brauch. (= Hort deutscher Volkskunde. Band 5). de Gruyter, Berlin 1939.
- als Herausgeber: Ehrengabe des Museums für Hamburgische Geschichte zur Feier seines hundertjährigen Bestehens. Eine Sammlg von Beiträgen zur Hamburgischen und zur allgemeinen duetschen Altertumskunde. Museum für Hamburgische Geschichte, Hamburg 1939.
- Frau Minne in Schrifttum und bildender Kunst des deutschen Mittelalters. Hansischer Gildenverlag, Hamburg 1947.
- Farbensymbolik im deutschen Volksbrauch. Hansischer Gildenverlag, Hamburg 1948.
- Volkskundliche Erinnerungen aus Göttingen und dem oberen Leinetal. Vandenhoeck & Ruprecht, Göttingen 1949.
- zusammen mit Will-Erich Peuckert: Volkskunde. Quellen und Forschungen seit 1930. (= Wissenschaftliche Forschungsberichte, Geisteswissenschaftliche Reihe. Band 14). Francke, Bern 1951.